# Саломон Олександр Єгорович
Олександр Єгорович Саломон (нар. 29 грудня 1842, Москва — пом. 20 червня 1904, Ялта) — російський вчений-енохімік.

## Біографія
Народився 29 грудня 1842 року в Москві. 1865 року закінчив Московський університет, потім, до 1867 року, продовжив навчання в університетах Галле й Лейпцига. Стажувався в Нікітському ботанічному саду, «Магарачі», а також в Австрії, Німеччині та Франції. У 1870 році організував та очолив першу в Росії Магарацьку енохімічну лабораторію; одночасно, до 1892 року, викладав основи виноробства в Нікітському училищі садівництва і виноробства. У 1892—1902 роках голова Кримського філоксерного комітету, інспектор виноробства півдня Росії, голова Одеського філоксерного комітету.
Помер в Ялті 20 червня 1904 року. Похований на кладовищі у Верхній Масандрі.

## Наукова діяльність
Зробив вагомий внесок у створення російської науки про вино. На основі досліджень щодо застосування спиртування бродячого сусла запропонував новий напрям у технології десертних і міцних вин; поклав початок наукової розробки питань застосування мінеральних добрив на виноградниках. Автор понад 15 робіт. Удостоєний золотої медалі агрономічного товариства Франції. У Нікітському училищі садівництва і виноробства 1903 року була заснована стипендія імені Саломона. Праці:
- Виноделие и погребное хозяйство |Б. м.| 1888;
- Основы виноделия. — 2-е изд. — Одесса, 1897. Р.